# 에레니크강

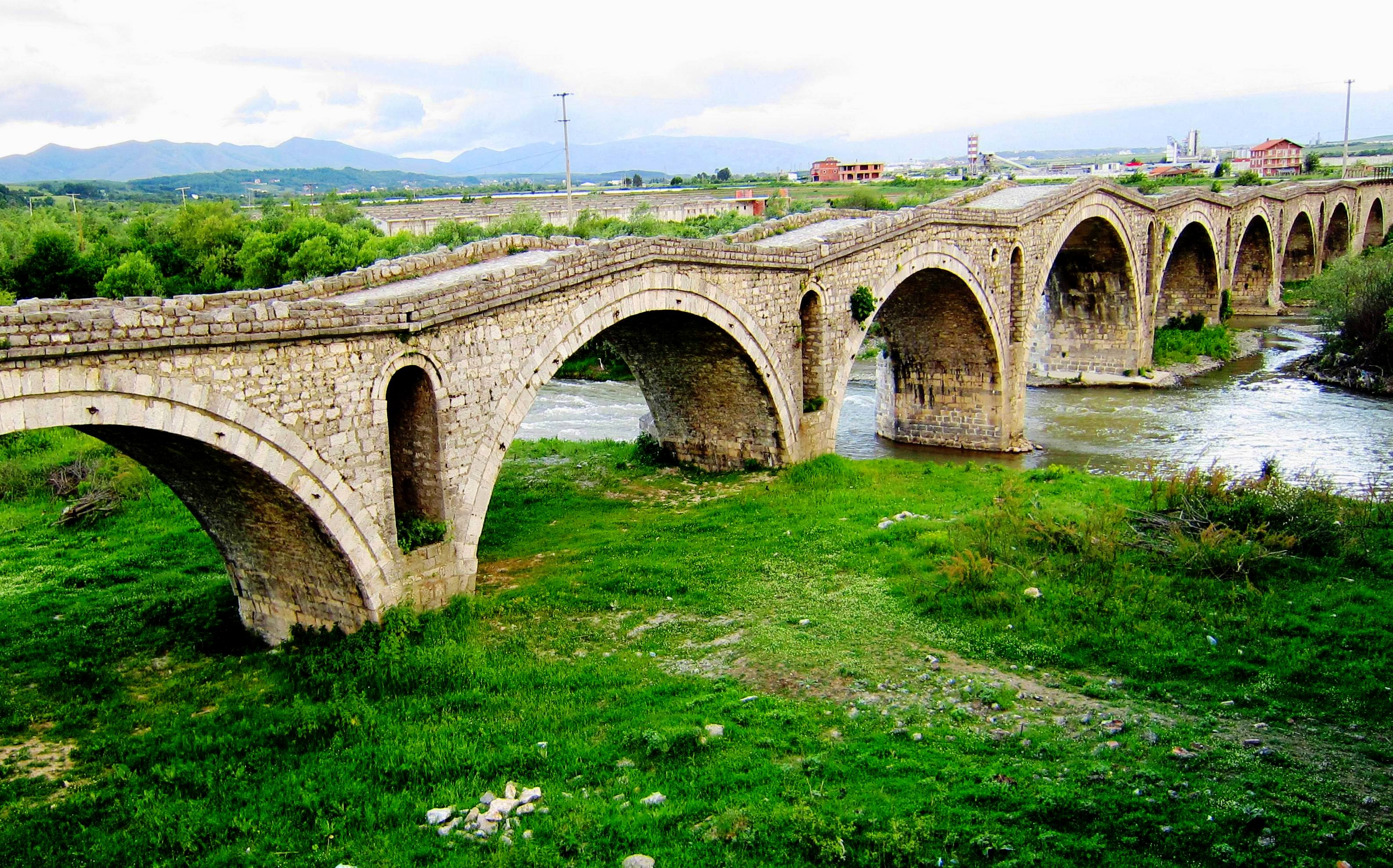
에레니크강과 테즈리교

에레니크강(알바니아어: Ereniku)은 코소보의 강이다. 코소보 서쪽에 위치하며 길이는 51 km (32 mi)다. 화이트드린강으로 흘러간다.
에레니크강은 알바니아 국경 근처, 프로클레티예산맥의 일부인 주니크산맥의 북쪽 경사지에서 시작하며, 코소보에서 가장 높은 산인 제라비차 아래에 있다. 강은 남쪽과 남동쪽으로 흐르며 프로클레티예산맥의 동쪽 가장자리를 따라가며 서쪽 지역과 나눈다.